# Musialski Point
Der Musialski Point (polnisch Przylądek Musialskiego; in Chile Punta Rocosa ‚Felsige Landspitze‘) ist eine Landspitze an der Johannes-Paul-II.-Küste von King George Island im Archipel der Südlichen Shetlandinseln. Sie trennt die Wiśniewski Cove im Westen von der Grzybowski Bay im Osten.
Polnische Wissenschaftler benannten sie nach Zdzisław Musialski, Mechaniker bei der von 1980 bis 1981 durchgeführten polnischen Antarktisexpedition.